# Grafiekenpapier

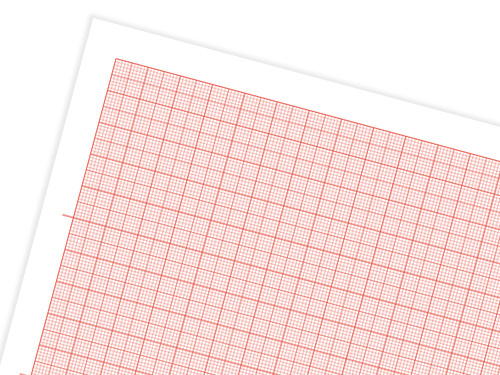
Millimeterpapier

Grafiekenpapier, ook wel ruitjespapier, is schrijfpapier waarop in dunne lijntjes een regelmatig patroon is aangebracht als hulpmiddel voor het tekenen van een grafiek of het uitzetten van gegevens. Er zijn verschillende soorten grafiekenpapier, al naargelang het voorgedrukte patroon. Het bekendst is ruitjespapier met een rechthoekig rooster van vierkantjes van een halve centimeter bij een halve centimeter. Grafiekenpapier is verkrijgbaar in losse vellen en als blocnote. Het gebruik van grafiekenpapier, behalve van ruitjespapier, is sterk afgenomen, nu allerlei computerprogramma's de mogelijkheid hebben grafieken te tekenen en af te drukken.

## Soorten
Tot de verschillende soorten grafiekenpapier behoren:
- Millimeterpapier
- Ruitjespapier
- Logaritmisch papier
- Enkellogarithmisch papier
- Dubbellogarithmisch papier
- Polair papier
- Isometrisch papier
- Normaal-waarschijnlijkheidspapier
- Smithkaart
- Hexpapier